# Casey vince ancora
Casey vince ancora (Casey Bats Again) è un cortometraggio animato del 1954 diretto da Jack Kinney, Clyde Geronimi e Burt Gillett. Prodotto dalla Walt Disney Productions, è uscito negli Stati Uniti il 18 giugno 1954, distribuito dalla RKO Radio Pictures. Il cortometraggio è ispirato dal poema eroicomico "Casey at the Bat" dello scrittore americano Ernest Lawrence Thayer

## Trama
Casey è un giocatore di baseball e durante la sua ultima partita non riesce a sfruttare la sua ultima possibilità di battuta, rimando sconvolto. Allora sua moglie suggerisce, che è incinta, suggerisce al marito che un figlio avrebbe potuto seguire le orme del padre. Alla fine, però, con sgomento di Casey, è una bambina. Sua moglie suggerisce di riprovare diverse volte, ma ogni volta, è sempre una bambina. Casey è dispiaciuto, ma i suoi amici gli dicono che con tutte le sue figlia avrebbe potuto costituire una potente squadra di baseball. Casey apprezza l'idea e prova a metterla in pratica. Però, proprio il giorno della partita, è nervoso che una delle sue figlie si sarebbe fatta eliminare e allora si sostituisce a lei travestito da donna, ma dopo due strike, per evitare lo strikeout è la figlia a colpire la palla e a fare un fuoricampo.